# Camilla Guttner

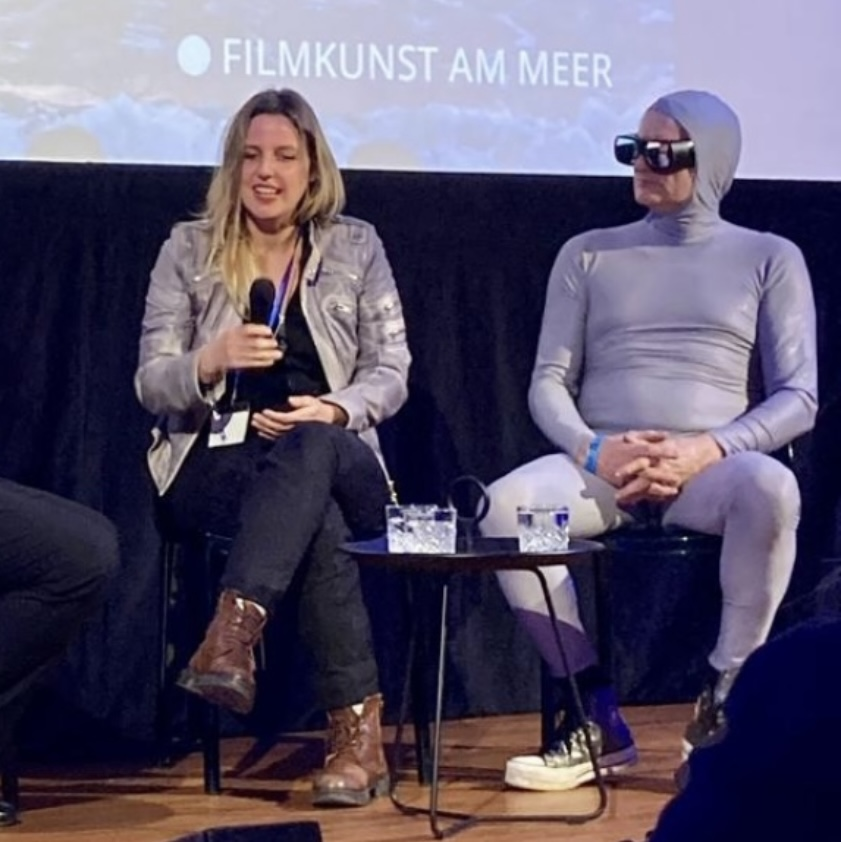
Camilla Guttner, links, (2024)

Camilla Guttner (* 14. Juli 1992 in München) ist eine deutsch-österreichische Filmregisseurin, Drehbuchautorin, Produzentin und Bildende Künstlerin. Sie ist außerdem Frontfrau der Band „The Last Exit“ (Gitarre, Gesang).

## Leben und Werk
Camilla Guttner studierte zuerst Malerei bei Sean Scully an der Akademie in München, anschließend absolvierte sie an der dortigen Hochschule für Fernsehen und Film ihr Regiestudium. Für ihren ersten abendfüllender Spielfilm Blauhimmel erhielt Guttner zahlreiche Preise. Für ihren Kinospielfilm Die Akademie schrieb sie das Drehbuch, führte Regie, fungierte als Koproduzentin und konnte Kameramann Luca Bigazzi für die Bildgestaltung gewinnen. Die Akademie hatte 2024 Premiere auf dem Filmfest München.
Ihr Vater ist der Regisseur Hans Andreas Guttner.

## Filmografie (Auswahl)
- 2012: Der Erste Tag (Kurzfilm)
- 2013: Anybody Out There? (Mittellanger Spielfilm)
- 2015: Luca Bigazzi – The Life of a DOP (Dokumentarfilm)
- 2017/18: BlauHimmel (Spielfilm)
- 2020: Die Akademie (Kurzfilm)
- 2022: Christian Stückl, Oberammergau (Dokumentarfilm)
- 2024: Ich – Flatz (Dokumentarfilm)
- 2024: Die Akademie (Spielfilm)

## Diskografie
- Take Off – The Last Exit
- Stand By – The Last Exit
- Hey You – The Last Exit

## Rezensionen
„Mit DIE AKADEMIE gibt Camilla Guttner ihr außergewöhnliches Kinodebüt und gewährt einen unverfälschten Blick in das Innenleben einer Kunsthochschule. Sie zeigt auf witzige, skurrile und zugleich schonungslose Weise, wie herausfordernd der Weg zur eigenen künstlerischen Identität sein kann. Mit eindringlichen Bildern und starken Charakteren zeichnet DIE AKADEMIE das Porträt einer jungen Frau, die ihren Platz in einer ebenso inspirierenden wie unerbittlichen Welt sucht. Ein Film für Kunstliebhaber, junge Kreative und alle, die hinter die Kulissen der Kunstwelt blicken möchten.“

„Als Gratwanderin zwischen Malerei, Film und Musik verarbeitet Camilla Guttner einmal mehr eigene Erfahrungen, bewegt sich zwischen Satire, Drama, Komödie, Mystery und Coming-of-Age, mit einer unbekümmerten Mach’s-einfach!-Haltung, mit der sie nicht nur einen internationalen Star wie Jean-Marc Barr gewinnen konnte, sondern dazu noch den italienischen Kameraveteran Luca Bigazzi…“

"Insightful, poignant, beautifully shot and masterfully acted, The Academy brings an iconic campus to the screen, exploring the cognition of creation against a backdrop of artistic movements and cutthroat critics. An undoubted treat for scholars and general audiences alike."

- Bryony Chellew, Raindance Film Festival London

„Regisseurin Camilla Guttner gelingen durchweg sehr lebendige Momente, getragen durch die wie beiläufig und aus dem Affekt gespeisten Dialoge. So werden alle Figuren in ihrer Eigenheit und auch Schäbigkeit glaubwürdig.“